# Sphenometopa mannii
Sphenometopa mannii är en tvåvingeart som först beskrevs av Brauer och Julius Edler von Bergenstamm 1891.  Sphenometopa mannii ingår i släktet Sphenometopa och familjen köttflugor.
Artens utbredningsområde är Slovenien. Inga underarter finns listade i Catalogue of Life.